# Saint-Lambert, Yvelines
Saint-Lambert är en kommun i departementet Yvelines i regionen Île-de-France i norra Frankrike. Kommunen ligger i kantonen Chevreuse som tillhör arrondissementet Rambouillet. År 2022 hade Saint-Lambert 448 invånare.

## Befolkningsutveckling
Antalet invånare i kommunen Saint-Lambert
| Referens: INSEE |